# Station Nakskov
Station Nakskov is een station in Nakskov, Denemarken.
Het station is geopend op 22 augustus 1872.